# Campionati canadesi di ski cross 2013
I Campionati canadesi di ski cross 2013 si sono svolti a Nakiska il 1º dicembre. Il programma ha incluso sia la gara femminile che la gara maschile. 
Trattandosi di competizioni valide anche ai fini del punteggio FIS, vi hanno partecipato anche sciatori di altre federazioni, senza che questo consentisse loro di concorrere al titolo nazionale canadese.

## Risultati

### Uomini
| Pos. | Atleta             | Nazione     |
| ---- | ------------------ | ----------- |
| 1    | Alex Fiva          | Svizzera    |
| 2    | Armin Niederer     | Svizzera    |
| 3    | Scott Kneller      | Australia   |
| 4    | Mathieu Leduc      | Canada      |
| 5    | Brady Leman        | Canada      |
| 6    | Thomas Domenach    | Francia     |
| 7    | Joe Swensson       | Stati Uniti |
| 8    | Anton Grimua       | Stati Uniti |
| 9    | Louis-Pierre Helie | Canada      |

### Donne
| Pos. | Atleta             | Nazione   |
| ---- | ------------------ | --------- |
| 1    | Marte Høie Gjefsen | Norvegia  |
| 2    | Fanny Smith        | Svizzera  |
| 3    | Katya Krema        | Australia |
| 4    | Ophelie David      | Francia   |
| 5    | Aude Auguilaniu    | Romania   |
| 6    | Marielle Thompson  | Canada    |
| 7    | Kelsey Serwa       | Canada    |
| 8    | Katrin Mueller     | Svizzera  |
| 9    | Sanna Luedi        | Svizzera  |
| 10   | Emalie Serain      | Svizzera  |
| 11   | Danielle Sundquist | Canada    |